# ニーク・フォセベルト
ニーク・フォセベルト（Niek Vossebelt、1991年8月8日 - ）は、オランダ・ヘルダーラント州ハルデルウェイク出身のサッカー選手。ローダJC所属。ポジションはMF。

## タイトル
ヴィレムII
- エールステ・ディヴィジ : 1回 (2013-2014)